# Caenopteris daucifolium
Caenopteris daucifolium là một loài thực vật có mạch trong họ Aspleniaceae. Loài này được (Lam.) Desv. miêu tả khoa học đầu tiên năm 1827.